# Пояна (Мерджинень, Бакеу)
Пояна (рум. Poiana) — село у повіті Бакеу в Румунії. Входить до складу комуни Мерджинень.
Село розташоване на відстані 248 км на північ від Бухареста, 15 км на північний захід від Бакеу, 87 км на південний захід від Ясс, 138 км на північний схід від Брашова.

## Населення
За даними перепису населення 2002 року у селі проживали 227 осіб, усі — румуни. Усі жителі села рідною мовою назвали румунську.